# Parnell (Missouri)
Parnell – miasto w Stanach Zjednoczonych, w stanie Missouri, w hrabstwie Nodaway.